# Chamole
Chamole település Franciaországban, Jura megyében. Lakosainak száma 160 fő (2022. január 1.). Chamole Chaussenans és Poligny községekkel határos.

## Népesség
A település népességének változása:
| Lakosok száma | 125  | 119  | 119  | 157  | 170  | 168  | 166  | 163  | 161  | 160  |
|               | 1968 | 1982 | 1990 | 2006 | 2013 | 2015 | 2017 | 2019 | 2020 | 2022 |